# 第三次世界大戰

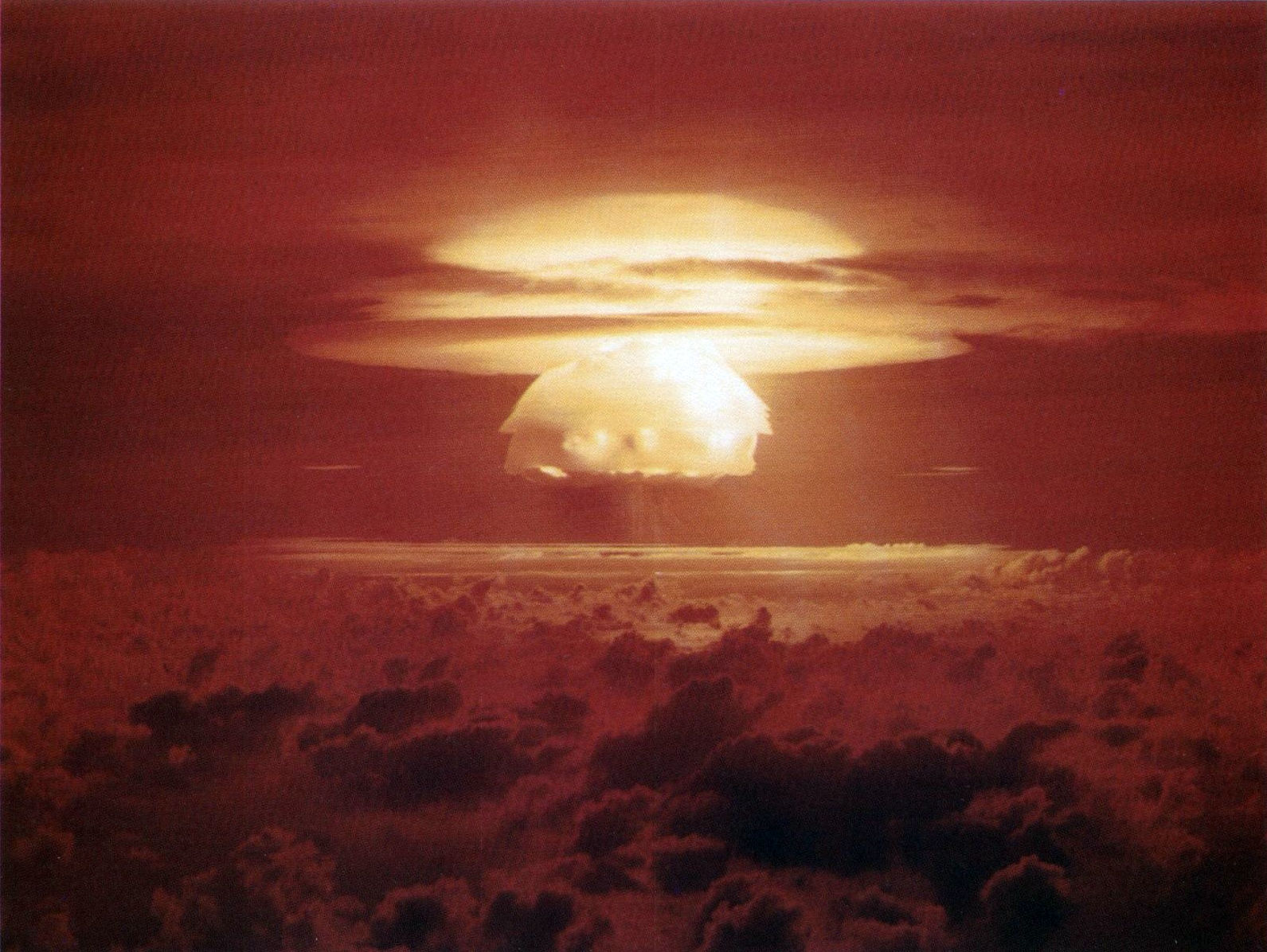
核戰爭是第三次世界大戰情景的共同主題。這種衝突經常被假設導致人類滅絕。

第三次世界大戰（英語：World War III），简称三战（WWIII），為繼第二次世界大戰後未來可能爆發的下一次世界大戰，目前僅處於幻想中而尚未爆發。但常見於政治論題、大眾文化、民眾之間茶餘飯後的討論內。該術語至少早在1941年就開始使用，有些角度將其寬其術語應用於有限或更輕微的國際衝突，例如冷戰或反恐戰爭。相比之下，其他角度則假想戰爭的破壞性影響將超過以前的世界大戰。
由於曼哈頓計劃中核武器的發展，以及二戰接近尾聲在廣島與長崎原子彈爆炸中使用核武器，在隨後被許多國家獲取和部署後，第三次世界大戰猜測的共同主題一直圍繞在核災難的潛在風險或是地球文明和生命的毀滅。或是由核武器的引起的世界末日事件可能使地球表面無法居住。在1939年第二次世界大戰開始之前，第一次世界大戰（1914-1918年）被認為是「結束『所有』戰爭的戰爭」。當兩場戰爭結束後，人們普遍認為世界再也不可能發生如此規模的全球衝突，然而隨著冷戰的到來以及核武器技術在蘇聯的部署，第三次世界大戰的可能性變得更加合理。在冷戰時期，許多國家的軍事、市民和政府當局都預見或計劃第三次世界大戰的可能性。使第三次世界大戰的嚴重性反映人類對大戰的不安與擔憂。
許多評論員擔心2022年俄羅斯入侵烏克蘭可能升級為第三次世界大戰。2022年4月，俄羅斯國家電視台則聲稱第三次世界大戰現已開始，並告訴俄羅斯人「認識到」該國現在正在烏克蘭與北約基礎設施作戰。

## 歷史
最早的“第三次世界大戰”理念源自1950年代，而時代雜誌最先於1941年標題提及。第二次世界大戰後，世界形成冷戰局面——北大西洋公約組織與華沙公約組織兩大軍事組織開始擴軍備戰，美國與蘇聯兩國更是掀起一浪接一浪的軍備競賽，建立了足以“毀滅文明”的核武儲備。“第三次世界大戰”這個說法開始不斷地出現在各個國家領袖間的公報中，認為第三次世界大戰將是資本主義與社會主義之間的決戰，弱勢國家將依靠大國的軍事保護作為維護本國安全的方式，間接促使了世界範圍内冷戰氣氛的增強。隨着大量高新技術運用於軍事領域，尤其是核武器的廣泛發展與擴散為人們對第三次世界大戰的想像提供了極大的空間——部分人們認為第三次世界大戰將是一場規模遍及全世界的核戰，這場戰爭將成為人類文明史的最大浩劫。其中1962年的古巴導彈危機曾被認為是目前人類史上最接近第三次世界大戰的危機——兩個掌握了空前核力量的大國——美國和蘇聯，在加勒比海持續了數十天的對峙，將戰爭的可能性提升到史無前例的高度。雖然這個事件順利解決，但此後“全面核戰爭”便成為了第三次世界大戰的一種別稱。愛因斯坦的說法就是“第三次世界大战将要使用的武器我并不知道，但是第四次世界大战将会用木棍和石头开战”，反映了第三次世界大戰將使人類文明倒退至石器時代和人們對第三次世界大戰的不安與擔憂。

## 發展與演變
在冷战时代，隨著世界的發展，人们普遍認為第三次世界大戰永遠不會發生——或者是在可見的一段時間內不會發生，全因美蘇間的勢力平衡，並推行相互保證毀滅政策，致使戰爭不會爆發。但是，許多國家將應對第三次世界大戰作為軍事政治的指導方針，以求在這場毀滅性的人類浩劫出現前盡一切努力維持和平及秩序。1991年12月苏联解体后，第三次世界大战爆发的可能性骤然降低。然而，随着2014年俄罗斯因为克里米亚问题与欧美国家交恶，以及中美在2018年爆发贸易战，加上美国因为香港在2019年爆发了引起全球關注的反對逃犯條例修訂草案運動和新疆再教育营问题，而通过了香港人权与民主法案和新疆人权法导致两国关系跌入谷底。加上南海问题持续白热化，使得第三次世界大战爆发的可能性增加。2020年1月美軍空襲伊拉克並暗殺伊朗革命衛隊將軍蘇勒曼尼，造成第三次世界大戰成為Twitter熱門單詞。2022年，戰爭爆发的可能性进一步增加；欧洲方面，2022年3月俄烏戰爭使俄烏局勢漸變惡化，西方多國加入支援烏克蘭；而亚洲方面，2022年8月美国众议院院长南西·裴洛西造訪台灣后导致海峡两岸局势极剧升温。2023年，巴勒斯坦武裝組織哈瑪斯屠殺上千人並劫持百多名以色列人質，使以色列採取更大型的軍事行動導致迦薩走廊上萬人被炸死，戰火更於2024年波及黎巴嫩，黎巴嫩和伊朗等因此對抗以色列，加劇中東的不穩。2025年，印度與巴基斯坦在克什米爾爆發軍事衝突，且有升溫趨勢。有观点认为，第三次世界大战爆发的可能性不高，而最有可能爆发的应该是第二次冷战。2025年6月，以色列空襲伊朗軍事基地及核設施，擊斃該國多名軍政要員；伊朗隨後發動空襲反擊，以為報復。

## 假設情境
1949年，在二戰結束時釋放出核武器後，物理學家阿爾伯特·愛因斯坦提出，第三次世界大戰的將有可怕後果，以至於人類會回到石器時代。當記者Alfred Werner詢問愛因斯坦認為第三次世界大戰可能使用哪種武器時，愛因斯坦警告說：“我不知道第三次世界大戰將使用什麼武器，但第四次世界大戰將使用棍棒和石頭進行”。
1998年《新英格蘭醫學雜誌》的一篇綜述發現，“儘管許多人認為核攻擊的威脅隨著冷戰的結束而基本消失，但有大量相反的證據”。尤其是1994年的美俄相互解除目標協議在很大程度上是象徵性的，並沒有改變發動攻擊所需的時間。最有可能的“意外攻擊”情景被認為是由於核警報誤報而進行的報復性發射。從歷史上看，第一次世界大戰是通過不斷升級的危機發生的。第二次世界大戰是通過蓄意行動發生的。雙方通常都認為他們的一方會贏得一場“短暫”的戰鬥；其他假設的風險是沙特阿拉伯和伊朗、以色列和伊朗、印度和巴基斯坦之間的戰爭，烏克蘭和俄羅斯，韓國/美國和朝鮮，或台灣和中國大陸可能通過結盟或干預升級為“大國”之間的戰爭，如美國、英國、法國、德國、俄羅斯、中國、印度和日本；或者任何核大國下的“流氓指揮官”都可能發動未經授權的攻擊，升級為全面戰爭。
由於已知“現狀”即將發生變化，一些場景涉及風險。在1980年代，戰略防禦倡議致力於廢除蘇聯的核武器庫；一些分析人士認為，該倡議是破壞穩定的。格雷厄姆·艾利森在他的《注定一戰》一書中，將既有大國美國與崛起大國中國之間的全球競爭視為修昔底德陷阱的一個例子。艾莉森指出，從歷史上看，“過去16起新興大國與統治大國對抗的案例中有12起”導致了戰鬥。2020年1月，《原子科學家公報》將世界末日時鐘撥近午夜，其中引用了預計即將到來的高超音速武器帶來的不穩定影響等因素。
人工智能等新興技術可能會在未來幾十年產生風險。蘭德公司2018年的一份報告認為，人工智能和相關信息技術“將對未來25年的核安全問題產生重大影響”。假設的未來人工智能可能會提供跟踪“二次發射”發射器的不穩定能力。將人工智能納入用於決定是否發射的決策支持系統也可能產生新的風險，包括第三方對此類人工智能算法的對抗性利用以觸發發射建議的風險。認為某種新興技術會導致“世界統治”的看法也可能會破壞穩定，例如導致對先發製人的打擊的恐懼。

## 流行文化
- 異塵餘生系列
- 中华人民共和国文革期间佚名作者诗歌：獻給第三次世界大戰的勇士
- 英国BBC2005年电视剧：第三次世界大戰（《異世奇人》系列1的第5集）
- 終結者系列
- 「詹姆士·龐德系列電影」第18部： 007：明日帝國
- 赤色黎明
- 命令与征服：红色警戒2
- 少女前线（世界觀）
- 魔法禁书目录（第20卷至第22卷）
- 探險活寶（世界觀）
- 魔法科高中的劣等生（世界觀）
- 命運石之門
- 阿基拉（世界觀）